# Jonathan Schunke
Jonathan Cristian Schunke (Misiones, 22 febbraio 1987) è un ex calciatore argentino, di ruolo difensore.

## Caratteristiche tecniche
Gioca come difensore centrale.